# Разумовка (Алтайский край)
Разумовка — село в Родинском районе Алтайском крае. Входит в состав Раздольненского сельсовета.

## История
Основано в 1907 году. В 1928 году деревня Разумовка состояла из 155 хозяйств, основное население — украинцы. Центр Разумовского сельсовета Родинского района Славгородского округа Сибирского края.

## Население
| 1926 | 1997 | 1998 | 1999 | 2000 | 2001 | 2002 |
| ---- | ---- | ---- | ---- | ---- | ---- | ---- |
| 868  | ↘621 | ↗622 | ↘594 | ↘589 | ↘572 | ↘544 |
| 2003 | 2004 | 2005 | 2006 | 2007 | 2008 | 2009 |
| ↗578 | ↘530 | ↗533 | ↘503 | ↘501 | ↘493 | ↗501 |
| 2010 | 2011 | 2012 | 2013 |      |      |      |
| ↘368 | ↘365 | ↘344 | ↘329 |      |      |      |